# Полетаевское сельское поселение (Челябинская область)
Полетаевское се́льское поселе́ние — муниципальное образование в Сосновском районе Челябинской области Российской Федерации. В рамках административно-территориального устройства муниципальное образование  соответствует административно-территориальной единице Полетаевский сельсовет.
Административный центр — посёлок Полетаево.

## История
Статус и границы сельского поселения установлены Законом Челябинской области от 9 июля 2004 года № 246-ЗО «О статусе и границах Сосновского муниципального района и сельских поселений в его составе».

## Население
| 2002    | 2010    | 2011    | 2012    | 2013    | 2014    | 2015    |
| ------- | ------- | ------- | ------- | ------- | ------- | ------- |
| 10 288  | ↗10 293 | ↗10 313 | ↘10 193 | ↘10 036 | ↘10 029 | ↗10 156 |
| 2016    | 2017    | 2018    | 2019    | 2020    | 2021    | 2023    |
| ↘10 137 | ↘10 025 | ↘9872   | ↗9889   | ↘9753   | ↗10 868 | ↘10 739 |

## Состав сельского поселения
| №  | Населённый пункт | Тип населённого пункта          | Население |
| -- | ---------------- | ------------------------------- | --------- |
| 1  | Биргильда        | посёлок железнодорожной станции | ↗272      |
| 2  | Бутаки           | деревня                         | ↘1016     |
| 3  | Верхние Малюки   | деревня                         | ↗210      |
| 4  | Витаминный       | посёлок                         | ↘335      |
| 5  | Высокий          | посёлок                         | ↘207      |
| 6  | Ленинский        | посёлок                         | ↗274      |
| 7  | Новотроицкий     | посёлок                         | ↘139      |
| 8  | Полетаево        | посёлок, административный центр | ↗6608     |
| 9  | Полетаево II-е   | деревня                         | ↗274      |
| 10 | Полетаево II-е   | посёлок                         | ↘246      |
| 11 | Полетаево I-е    | село                            | ↘366      |
| 12 | Чипышево         | село                            | ↗454      |